# ATP Challenger Alicante
Das ATP Challenger Alicante (offiziell: Ferrero Challenger Open) ist ein Tennisturnier, das 2018 erstmals in Alicante, Spanien stattfand. Schon 1996 fand an selber Stelle ein Turnier statt. Es gehört zur ATP Challenger Tour und wird im Freien auf Sand gespielt. Benannt ist das Turnier nach dem Turnierdirektor und ehemaligen Weltranglistenersten Juan Carlos Ferrero.

## Liste der Sieger

### Einzel
| Jahr                         | Sieger                 | Finalgegner               | Ergebnis        |
| ---------------------------- | ---------------------- | ------------------------- | --------------- |
| 2024                         | Kamil Majchrzak        | Nicolas Moreno de Alboran | 6:4, 6:2        |
| 2023                         | Constant Lestienne (2) | Hugo Grenier              | 6:710, 6:2, 6:4 |
| 2022                         | Lukáš Klein            | Nick Hardt                | 6:3, 6:4        |
| 2021                         | Constant Lestienne (1) | Hugo Grenier              | 6:4, 6:3        |
| 2020                         | Carlos Alcaraz         | Pedro Martínez            | 7:66, 6:3       |
| 2019                         | Pablo Andújar (2)      | Pedro Martínez            | 6:3, 3:6, 6:4   |
| 2018                         | Pablo Andújar (1)      | Alex de Minaur            | 7:65, 6:1       |
| 1997–2017: nicht ausgetragen |                        |                           |                 |
| 1996                         | Juan Albert Viloca     | Branislav Gálik           | 6:3, 7:5        |

### Doppel
| Jahr                         | Sieger                                           | Finalgegner                              | Ergebnis         |
| ---------------------------- | ------------------------------------------------ | ---------------------------------------- | ---------------- |
| 2024                         | Anirudh Chandrasekar Niki Kaliyanda Poonacha (2) | Romain Arneodo Íñigo Cervantes           | 7:62, 6:4        |
| 2023                         | Niki Kaliyanda Poonacha (1) Divij Sharan         | Jeevan Nedunchezhiyan John-Patrick Smith | 6:4, 3:6, [10:7] |
| 2022                         | Robin Haase Albano Olivetti (2)                  | Sanjar Fayziyev Sergey Fomin             | 7:65, 7:5        |
| 2021                         | Denys Moltschanow David Vega Hernández           | Romain Arneodo Matt Reid                 | 6:4, 6:2         |
| 2020                         | Enzo Couacaud Albano Olivetti (1)                | Íñigo Cervantes Oriol Roca Batalla       | 4:6, 6:4, [10:2] |
| 2019                         | Thomaz Bellucci Guillermo Durán                  | Gerard Granollers Pedro Martínez         | 2:6, 7:5, [10:5] |
| 2018                         | Wesley Koolhof Artem Sitak                       | Guido Andreozzi Ariel Behar              | 6:3, 6:2         |
| 1997–2017: nicht ausgetragen |                                                  |                                          |                  |
| 1996                         | José Antonio Conde Nuno Marques                  | Julián Alonso Emilio Sánchez Vicario     | 6:4, 7:5         |